# 东风街道 (长春市)
东风街道，是中华人民共和国吉林省长春市绿园区下辖的一个乡镇级行政单位。2023年3月17日行政区划调整。调整后，管辖范围北至创业大街，南至京哈铁路，西至一汽厂区、越野路，东至慧远街。

## 行政区划
东风街道下辖以下地区：
创业社区和迎春社区。
2023年3月17日行政区划调整后，下辖昆仑、迎春、创业和新红旗4个社区。